# ویاسه
ویاسَ (سانسکریت: व्यास) شخصیتی موردِ احترام در سنّتِ هندوان است. همچنین گاهی از وی با نام ودا ویاسَ (वेदव्यास) و کریشنا نیز یاد می‌شود. او نویسندهٔ مهاباراتا و شخصیتی در آن است. نوشتنِ وداها و پورانه‌ها به وی منسوب است. ویاسَ از هفت‌جاودانان در باور هندوان است.
فستیوالِ گورو پورنیما به وی اختصاص یافته و باور بر آنست که زادروزِ وی و روزِ جدا کردنِ وداها است.